# Der dunkle Stern
Der dunkle Stern ist ein deutscher Spielfilm in Schwarzweiß aus dem Jahr 1955 des Regisseurs Hermann Kugelstadt. Dieser verfasste auch das Drehbuch zusammen mit Maria von der Osten-Sacken. Es beruht auf einer Idee von Peter Francke und Georg Hurdalek. Die Hauptrollen sind mit Elfie Fiegert (damals noch als „die kleine Toxi“ bezeichnet), Ilse Steppat, Viktor Staal und Paul Bildt besetzt. Seine Premiere hatte der Streifen am 15. Mai 1955 in der Bundesrepublik Deutschland.

## Handlung
Das kleine Mischlingskind Moni wächst in den bayerischen Alpen bei Pflegeeltern auf. Wegen seiner dunklen Hautfarbe wird das Mädchen in der Schule oft von den Mitschülerinnen gehänselt. Es träumt davon, einmal Bäuerin zu werden und einen großen Hof mit vielen Tieren zu besitzen. Fräulein Rieger, die Lehrerin des Mädchens, macht sich Gedanken um das Problem, das mit Monis Wunsch aufgetaucht ist. Als Fräulein Rieger ihre Sorgen um das Kind dem Tierarzt Dr. Schumann vorträgt, erhält sie von ihm den Rat, sich einmal an eine Zirkusagentur zu wenden. Vielleicht ließe sich dort jemand finden, der Moni aus ihrer dörflichen Abgeschiedenheit heraushole, sodass sie nicht mehr unter ihrer Hautfarbe leiden müsse. Schon in wenigen Tagen, nachdem sich Fräulein Rieger an den Zirkusagenten Ressel gewandt hat, erhält Moni Besuch vom Artisten Casseno. Der möchte die Kleine in seine Cowboy-Nummer mit Reiten und Lasso werfen einbauen. Er hat selbst drei Kinder und kann daher gut auf Moni eingehen. 
Staunend erlebt Moni ihre erste Vorstellung im Zirkus, vorläufig noch als Zuschauerin. Nach und nach freundet sie sich mit den anderen Artistenkindern an, besonders mit dem blinden Manuel, der mit seinem Großvater Kaspar eine Clownnummer einstudiert hat. Manuel erzählt sie auch von ihrem Heimweh nach dem Dorf in den Alpen. Die Proben für die neue Cowboy-Nummer verlaufen zu Cassenos voller Zufriedenheit. Ohne jegliche Furcht steht sie bei dem Messerwurf-Akt in der Manege. Nach Kaspars Tod schlüpft Moni in dessen Rolle. 
Eines Tages wohnt auch Monis geliebte Lehrerin einer Vorstellung bei. Mit großer Freude bewundert diese ihren einstigen Schützling. Ein tosender Beifall brandet auf die zwei Kinder nieder. Nun weiß Fräulein Rieger Moni auf einem guten Weg. Als das Mädchen kurz nach der Vorstellung erfahren hat, dass seine frühere Lehrerin da war, rennt Moni ihr hinterher. Kurz vor der Abfahrt des Zuges holt sie Fräulein Rieger ein und fleht sie an, sie nach Hause mitzunehmen. Keuchend kommt die Artistin Linda daher und ruft Moni zurück. Sie erzählt, wie traurig und allein Manuel in seinem Wagen sitzt und nicht verstehen kann, dass Moni ihn verlassen hat. Nun weiß das Kind, dass der Zirkus seine neue Welt geworden ist, und geht mit Linda zurück.

## Ergänzungen
- Der Film wurde im Atelier München-Baldham produziert. Die Außenaufnahmen entstanden in Oberau bei Berchtesgaden und im Münchner „Circus Krone“.[1] Dabei wirkten folgende Artisten mit: Christel Sembach-Krone, die Original 3 Zacchinis, The Olympics, die Koch-Colorados und Charly Coleanos. Die Bauten wurden vom Filmarchitekten Heinrich Beisenherz entworfen. Hildegard Bornkessel steuerte die Kostüme bei. Die Musik spielt das Symphonie-Orchester Graunke.

- Begleitend zum Start des Films wurde ein Jugendpreisausschreiben veranstaltet, bei dem man mehrere Preise gewinnen konnte. U.a. wurden 50 Toxi-Puppen der Drei-M-Puppenfabrik verlost. Die Kinder waren aufgerufen, auf einer Schreibheftseite einen von Hand geschriebenen Aufsatz zum Thema „Mein schönstes Zirkuserlebnis“ zu verfassen, der nicht mehr als 30 Zeilen umfassen sollte. Einsendeschluss war der 15. Juli 1955.[2]

## Kritik
Das Lexikon des internationalen Films zieht folgendes Fazit: „Unbeholfener Film mit humaner Gesinnung, in dem Zirkusszenen die einzige Attraktion sind.“

## Quelle
- Programm zum Film: Das Neue Film-Programm, erschienen im gleichnamigen Verlag H. Klemmer & Co., Neustadt an der Weinstraße, ohne Nummernangabe